# Guantian
Guantian (chinesisch 官田區, Pinyin Guāntián Qū, W.-G. Kuan1-t'ian2 Ch'ü1, Pe̍h-ōe-jī Koaⁿ-tiān-khu) ist ein Bezirk der regierungsunmittelbaren Stadt Tainan im Südwesten der Republik China auf Taiwan.

## Lage und Beschreibung
Guantian liegt nördlich zentral im Stadtgebiet von Tainan. Der Bezirk hat eine längliche Form mit einer maximalen Ost-West-Ausdehnung von etwa 13,5 Kilometern und einer maximalen Nord-Süd-Ausdehnung von etwa 7,5 Kilometern. Der westliche Anteil Guantians gehört zur dichter besiedelten und intensiv landwirtschaftlich genutzten Jianan-Ebene, während der östliche Anteil aus bewaldetem Hügelland besteht. Der Übergang zwischen beiden Zonen liegt etwa 1 bis 2 Kilometer östlich der Autobahntrasse der Nationalstraße 3. Im Osten liegen größere Anteile des Wushantou-Stausees auf dem Gebiet von Guantian.
Die südwestliche Begrenzung zum Nachbarbezirk Shanhua wird im Großen und Ganzen vom Fluss Zengwen (曾文溪,  Zēngwén Xī) gebildet. Die anderen Nachbarbezirke sind Madou und Xiaying im Westen, Liujia im Norden und Danei im Südosten und Osten.

## Geschichte
Das Gebiet des heutigen Bezirks war zunächst von taiwanischen Ureinwohnern besiedelt. Der frühere Name war Guandian (官佃,  Guāndiàn). Nach dem Ende der nur einige Jahrzehnte überspannenden niederländischen Kolonialzeit im 17. Jahrhundert geriet Südtaiwan unter die Herrschaft chinesischer Machthaber, zunächst des von Zheng Chenggong begründeten Königreichs Tungning und ab 1683 des Qing-Kaiserreichs. Damit einher ging eine kontinuierliche Einwanderung von Han-Chinesen vom chinesischen Festland, die bald die Bevölkerungsmehrheit bildeten. Nach dem Japanisch-Chinesischen Krieg von 1894/95 wurde Taiwan von Japan annektiert. In den Anfangsjahren der sich anschließenden 50-jährigen japanischen Herrschaft kam es häufig zu Verwaltungsreorganisationen und Guantian erfuhr während dieser Zeit acht Änderungen seiner Verwaltungsstrukturen. 1920 war dann ein dauerhaftes System der Administration eingerichtet und Guantian wurde zu einem Dorf (庄,  Zhuāng, jap. Shō) im Kreis Zengwen der Präfektur Tainan. Als Taiwan nach dem Zweiten Weltkrieg an die Republik China kam, wurde aus der Präfektur Tainan der Landkreis Tainan und Guantian eine Landgemeinde (鄉,  Xiāng) des Landkreises. Zum 25. Dezember 2010 wurde der Landkreis aufgelöst, an die Stadt Tainan angegliedert und Guantian erhielt den Status eines Stadtbezirks (區,  Qū).

## Bevölkerung
Mit etwas über 20709 Einwohnern gehörte Guantian im August 2024 zu den in Bezug auf Einwohnerzahl kleineren Bezirken Tainans. Angehörige der austronesischen Urbevölkerung machen nur einen Anteil von etwa 0,7 Prozent aus.
| Gliederung Guantians |
|                      |

## Verwaltungsgliederung
Guantian ist in 10 Ortsteile (里,  Lǐ) unterteilt. Bis zum 30. April 2018 waren es noch 13 Ortsteile gewesen. Zu diesem Zeitpunkt wurden drei Ortsteile jeweils mit den benachbarten Ortsteilen fusioniert.
1 Nanbu  (南廍里)

2 Longben (隆本里)

3 Dongxizhuang (東西庄里)

4 Longtian (隆田里)

5 Duba (渡拔里)

6 Guantian (官田里)

7 Erzhen (二鎮里)

8 Wushantou (烏山頭里)

9 Daqi (大崎里)

10 Shezi (社子里)

## Verkehrsverbindungen

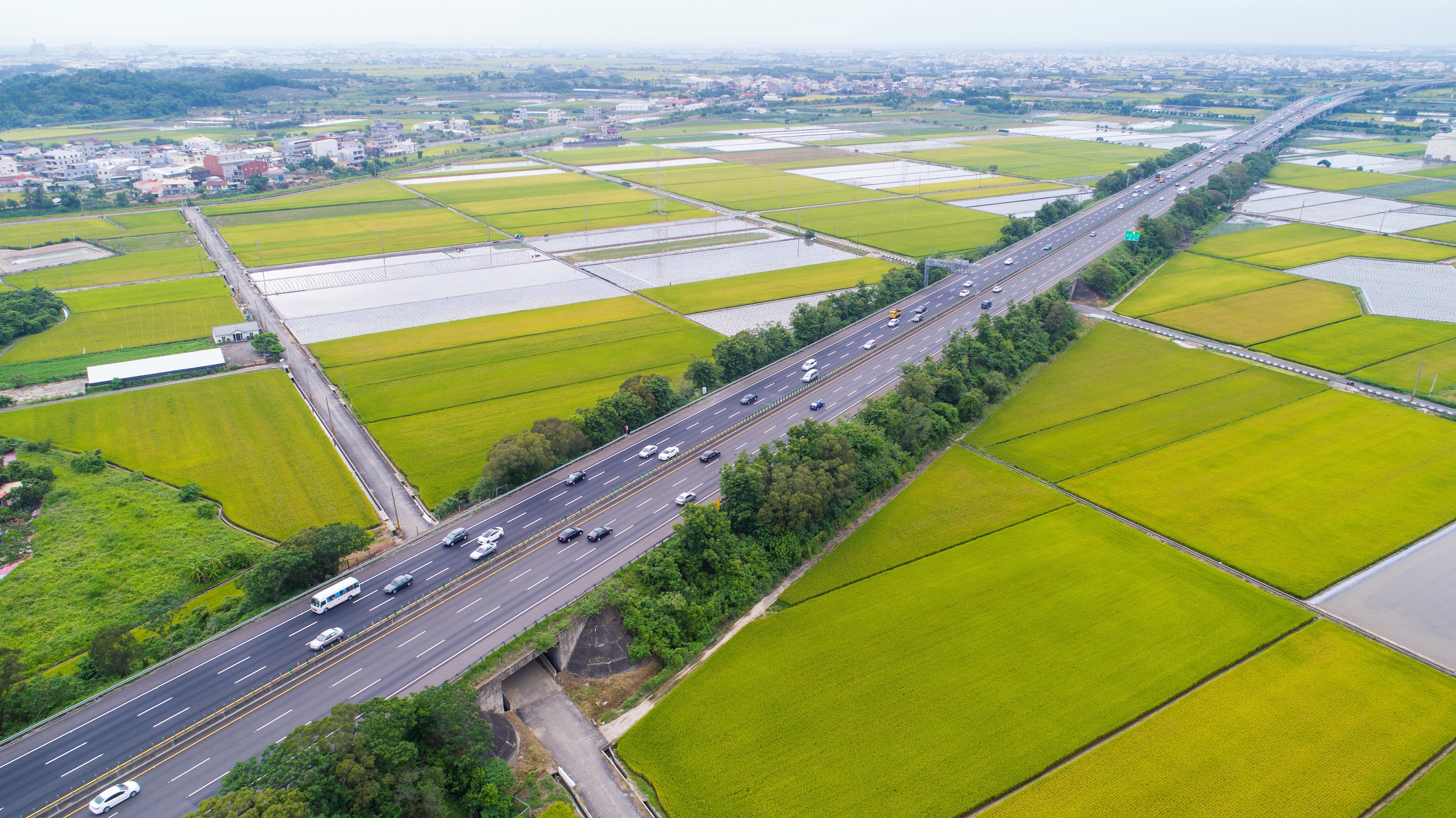
Verlauf der Formosa-Autobahn (Nationalstraße 3) durch Reisfelder in Guantian

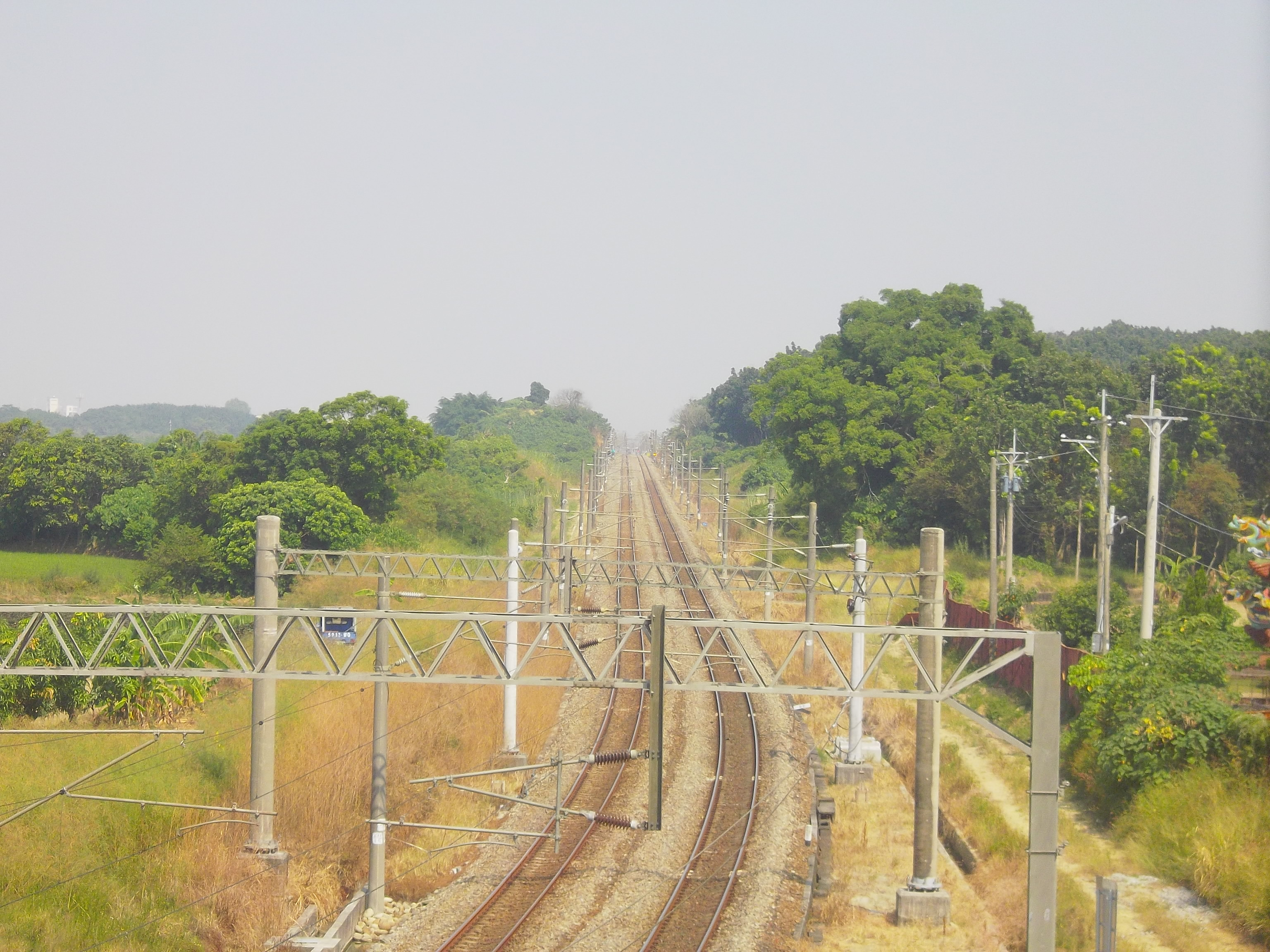
Eisenbahntrasse der Längslinie in Guantian

Die Nationalstraße 3 verläuft in direkter Nord-Süd-Richtung mitten durch Guantian. Sie wird von der Provinzstraße 84 gekreuzt, die an der südlichen Bezirksgrenze entlangzieht und dann südöstlich abbiegt. Ebenfalls im Wesentlichen in Nord-Süd-Richtung verläuft westlich der Autobahn die Provinzstraße 1. Außerdem gibt es mehrere Kreisstraßen.
Die Längslinie der Taiwanischen Eisenbahn verläuft in Nord-Süd-Richtung durch Guantian und hat hier zwei Haltebahnhöfe: Balin und Longtian. Die Trasse der Taiwanischen Hochgeschwindigkeitsbahn (THSR) durchzieht ebenfalls Guantian, weist hier aber hier keinen Halt auf.

## Hochschul- und Bildungseinrichtungen
In Guantian hat die Nationale Kunstuniversität Tainan (TNNUA, 國立臺南藝術大學,  Guólì Táinán Yìshù Dàxué) ihren Sitz. Der Campus liegt im Ortsteil Daqi nahe dem Wushantou-Stausee ().
Am 19. März 2018 eröffnete das Zentrum für Archäologische Forschung in Tainan (台南考古中心,  Táinán Kǎogǔ Zhōngxīn) in Guantian.

## Wirtschaft
Guantian ist stark landwirtschaftlich geprägt. Etwas mehr als 3000 ha Land wurden im Jahr 2017 landwirtschaftlich genutzt. Es dominierte dabei der Reisanbau (~11.500 t auf etwa 1750 ha). Quantitativ von Bedeutung waren  Zuckerrohr (2300 t auf 44 ha), Wassermelonen (1100 t auf 53 ha), Ananas (960 t auf 20 ha), Orangen und andere Zitrusfrüchte (2750 t auf 129 ha), Mangos (3530 t auf 324 ha), Bananen (400 t auf 19 ha) u. a. (alle Zahlen für das Jahr 2017). Ende 2015 gab es 194 Gewerbebetriebe (hauptsächlich Metallverarbeitung, Lebensmittelindustrie, Textilindustrie usw.).

## Besonderheiten, Sehenswürdigkeiten
Ein Besucherziel in Guantian ist der Wushantou-Stausee und seine Umgebung. Der zugehörige Staudamm wurde in den 1920er Jahren nach Plänen des japanischen Wasserbauingenieurs Yoichi Hatta erbaut und der See dient vor allem der Wasserversorgung der Landwirtschaft. Im Umfeld des Stausees finden sich entsprechende Freizeiteinrichtungen.	Am Stausee, im Ortsteil Daqi, befindet sich der Wushantou-Stausee-Himmelstempel (烏山頭水庫天壇,  Wūshāntóu Shuǐkù Tiāntán, ), eine originalgetreue Nachbildung des Pekinger Himmelstempels im Maßstab 1 zu 6.

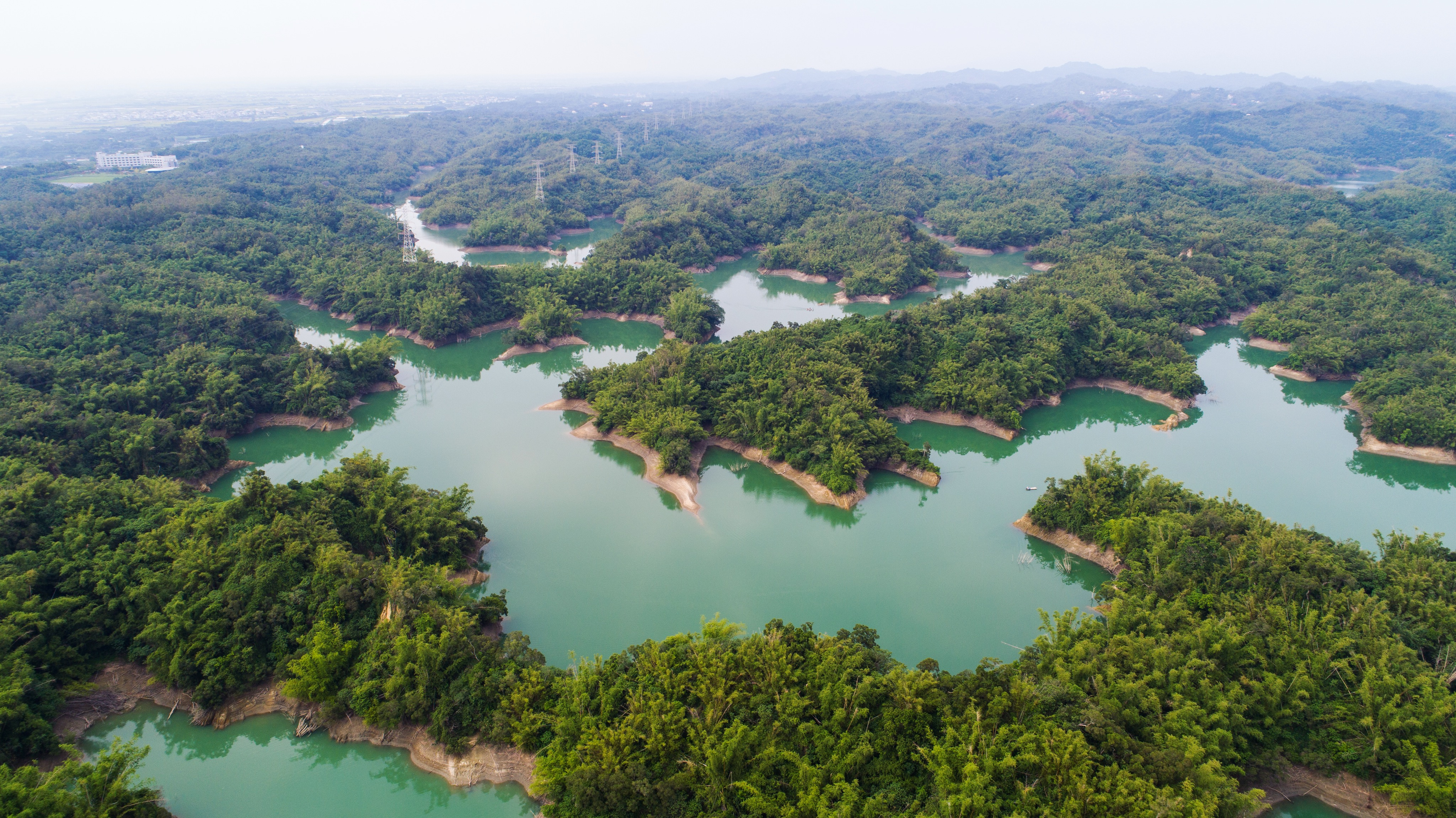
Wushantou-Stausee
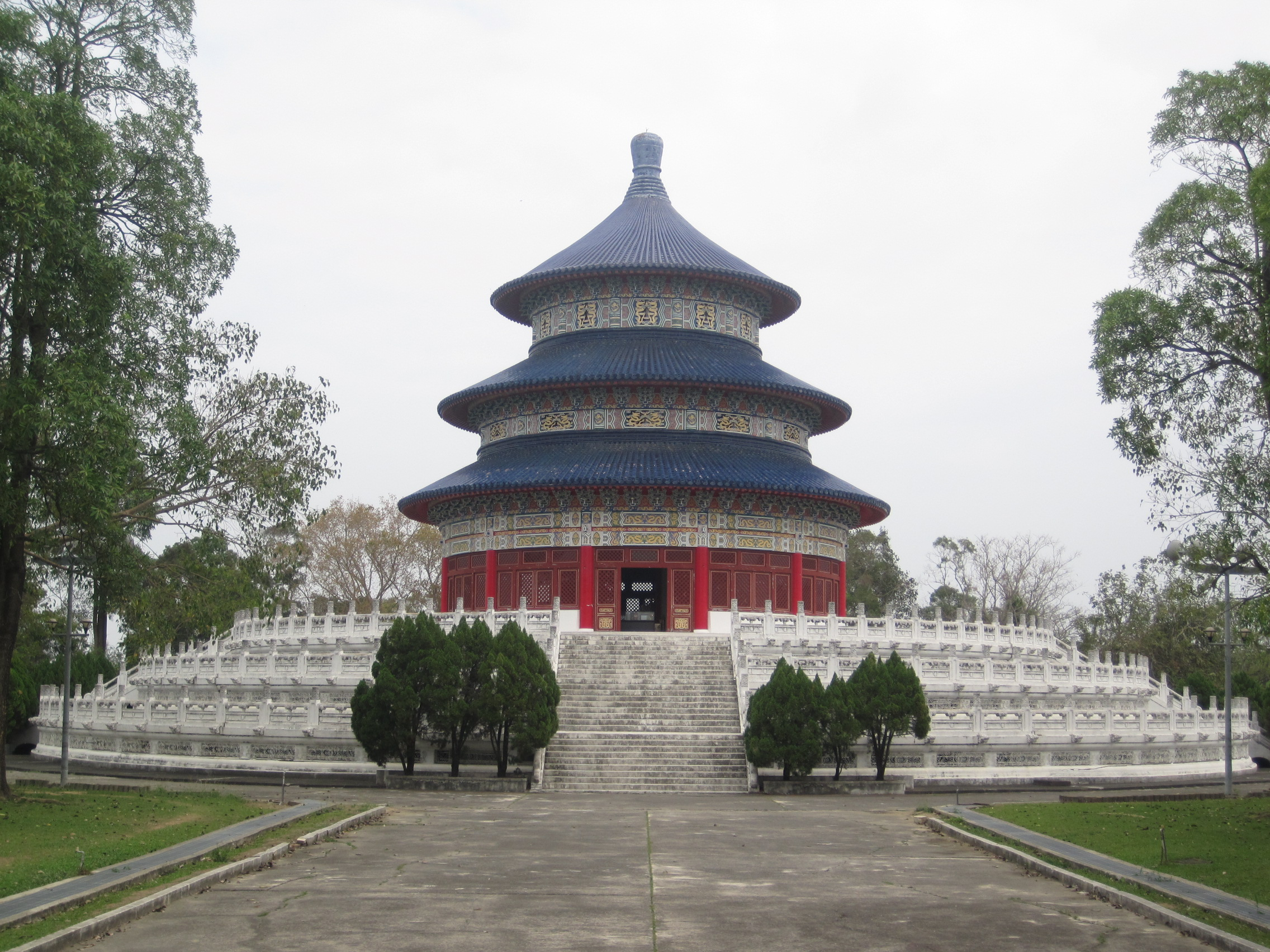
Wushantou-Stausee-Himmelstempel

## Personen
- Chen Shui-bian, erster Präsident (2000–2008) der Republik China auf Taiwan aus den Reihen der DPP, wurde 1950 in Guantian geboren